# Desconexión territorial
La desconexión territorial o desconexión regional se refiere generalmente a cada uno de los momentos en que una emisora de radio o una cadena de televisión difunde de forma simultánea varios programas diferentes.
La desconexión territorial permite así cubrir zonas geográficas más o menos extendidas y ofrecer localmente un programa ajustado al perfil de los oyentes o telespectadores, en ocasiones en una lengua distinta de la empleada en el resto de la programación. Asimismo, permite ajustar notablemente la publicidad local. Las desconexiones territoriales se establecen en horarios susceptibles de llegar al máximo número de personas, como durante las comidas, a mediodía, a primera hora de la tarde y durante la noche.
En Europa, ARD 1 en Alemania, TVE en España, France 3 y Radio France en Francia, RAI 3 en Italia, RTL en Luxemburgo y la BBC en el Reino Unido ofrecen desconexiones territoriales en sus emisoras y canales. En Bélgica y Suiza, se producen desconexiones territoriales (notablemente por motivos lingüísticos) en radios y televisiones regionales de difusión nacional.